# Manerbe
Manerbe és un municipi francès situat al departament de Calvados i a la regió de Normandia. L'any 2007 tenia 465 habitants.

## Demografia

### Població
El 2007 la població de fet de Manerbe era de 465 persones. Hi havia 176 famílies de les quals 36 eren unipersonals (20 homes vivint sols i 16 dones vivint soles), 72 parelles sense fills, 64 parelles amb fills i 4 famílies monoparentals amb fills.
La població ha evolucionat segons el següent gràfic:
Habitants censats

### Habitatges
El 2007 hi havia 243 habitatges, 181 eren l'habitatge principal de la família, 48 eren segones residències i 14 estaven desocupats. 242 eren cases i 1 era un apartament. Dels 181 habitatges principals, 156 estaven ocupats pels seus propietaris, 23 estaven llogats i ocupats pels llogaters i 2 estaven cedits a títol gratuït; 4 tenien dues cambres, 18 en tenien tres, 67 en tenien quatre i 92 en tenien cinc o més. 176 habitatges disposaven pel capbaix d'una plaça de pàrquing. A 67 habitatges hi havia un automòbil i a 110 n'hi havia dos o més.

### Piràmide de població
La piràmide de població per edats i sexe el 2009 era:
| Homes | Edats   | Dones |
| ----- | ------- | ----- |
| 0     | 95 o +  | 0     |
| 0     | 90 a 94 | 0     |
| 4     | 85 a 89 | 0     |
| 0     | 80 a 84 | 0     |
| 12    | 75 a 79 | 0     |
| 8     | 70 a 74 | 8     |
| 12    | 65 a 69 | 12    |
| 16    | 60 a 64 | 12    |
| 12    | 55 a 59 | 16    |
| 36    | 50 a 54 | 24    |
| 28    | 45 a 49 | 12    |
| 12    | 40 a 44 | 20    |
| 24    | 35 a 39 | 24    |
| 12    | 30 a 34 | 16    |
| 12    | 25 a 29 | 8     |
| 24    | 20 a 24 | 20    |
| 4     | 15 a 19 | 32    |
| 12    | 10 a 14 | 28    |
| 16    | 5 a 9   | 12    |
| 12    | 0 a 4   | 4     |

## Economia
El 2007 la població en edat de treballar era de 315 persones, 227 eren actives i 88 eren inactives. De les 227 persones actives 208 estaven ocupades (113 homes i 95 dones) i 19 estaven aturades (8 homes i 11 dones). De les 88 persones inactives 39 estaven jubilades, 32 estaven estudiant i 17 estaven classificades com a «altres inactius».

### Ingressos
El 2009 a Manerbe hi havia 209 unitats fiscals que integraven 551,5 persones, la mediana anual d'ingressos fiscals per persona era de 19.552 €.

### Activitats econòmiques
Dels 28 establiments que hi havia el 2007, 3 eren d'empreses de fabricació d'altres productes industrials, 8 d'empreses de construcció, 4 d'empreses de comerç i reparació d'automòbils, 2 d'empreses de transport, 1 d'una empresa d'hostatgeria i restauració, 1 d'una empresa financera, 1 d'una empresa immobiliària, 4 d'empreses de serveis, 1 d'una entitat de l'administració pública i 3 d'empreses classificades com a «altres activitats de serveis».
Dels 9 establiments de servei als particulars que hi havia el 2009, 2 eren paletes, 1 guixaire pintor, 3 fusteries, 2 electricistes i 1 restaurant.
L'únic establiment comercial que hi havia el 2009 era una botiga de menys de 120 m².
L'any 2000 a Manerbe hi havia 27 explotacions agrícoles que ocupaven un total de 855 hectàrees.

## Equipaments sanitaris i escolars
El 2009 hi havia una escola elemental.

## Poblacions més properes
El següent diagrama mostra les poblacions més properes.